# Peribatodes psoralaria
Peribatodes psoralaria är en fjärilsart som beskrevs av Pierre Millière 1885. Peribatodes psoralaria ingår i släktet Peribatodes och familjen mätare. Inga underarter finns listade i Catalogue of Life.